# جوديث أرنولد
جوديث أرنولد (بالإنجليزية: Judith Arnold)‏ (7 أبريل 1953، نيويورك في الولايات المتحدة)؛ روائية أمريكية.